# Илия Дяков
Илия Дяков е бивш български футболист, юноша на Добруджа (Добрич) и възпитаник на спортния интернат в града.

## Кариера
Играе като защитник и опорен халф за Добруджа (Добрич) 1983-1986 и 1988/89 в Б група, ЦСКА (София) 1986-1988 в 8 мача в А група, Славия (София) 1989-1991 в 63 мача с 6 гола в А група, Добруджа (Добрич) 1991-1993 в А група. Шампион на България през 1986/87 и носител на Купата на Народна Република България през 1986/87 и 1987/88 с ЦСКА (София). Вицешампион на България през 1989/90 и бронзов медалист през 1990/91 със Славия (София). В европейските клубни турнири има 3 мача за Купата на УЕФА (1 за ЦСКА и 2 за Славия).
Като футболист на Добруджа (Добрич) в Б група записва 5 мача за националния отбор на България в периода 1985-1986 и е участник на Световното първенство в Мексико 1986.